# Dirk Else
Pour les articles homonymes, voir Else (homonymie).
Dirk Else, né le 27 août 1977 à Erlanbrunn, est un sauteur à ski allemand.

## Biographie
Il est membre du club SV Oberwiesenthal.
Dirk Else fait ses débuts internationaux dans la Coupe du monde en janvier 2000 à Garmisch-Partenkirchen. En 2000, il remporte aussi le classement général de la Coupe continentale, le niveau juste en dessous.
Durant la saison 2001-2002, il marque ses premiers points dans la Coupe du monde et établit aussi sa meilleure performance avec une douzième place sur le tremplin de Zakopane.
Il continue une saison supplémentaire en 2002-2003 puis prend sa retraite sportive.

## Palmarès

### Coupe du monde
- Meilleur classement général : 50e en 2002.
- Meilleur résultat individuel : 12e.

#### Classements généraux
| Compet'/Année | Compet'/Année | Classement général | Classement général |
| ------------- | ------------- | ------------------ | ------------------ |
| Compet'/Année | Compet'/Année | Class.             | Points             |
| 2002          | 2002          | 50e                | 49                 |
| 2003          | 2003          | 84e                | 1                  |

### Coupe Continentale
- Vainqueur du classement général en 2000.
- 4 victoires individuelles.